# Harry Guardino
Harry Guardino (Nova York, 23 de desembre del 1925 − Palm Springs, Califòrnia, 17 de juliol del 1995) va ser un actor teatral, cinematogràfic i televisiu estatunidenc amb una carrera que va abastar des d'inicis de la dècada del 1950 fins a començaments de la del 1990.

## Biografia
El seu nom de naixement era Harold Vincent Guardino, i va néixer al barri de Brooklyn, a Nova York.
Entre els seus treballs teatrals en el circuit de Broadway figuren els que va fer en les obres A Hatful of Rain, One More River (amb què guanyà una nominació al Premi Tony per la seva actuació), Anyone Ca Whistle, La rosa tatuada (1966), The Seven Descents of Myrtle, i Woman of the Year.
Per al cinema Guardino va treballar, entre altres pel·lícules, en Houseboat, Pork Chop Hill, The Five Pennies, Rei de reis, Madigan, Lovers and Other Strangers, i Harry el Brut, i fou nominat en dues ocasions al Globus d'Or al millor actor secundari.
Per a la televisió, el 1960 Guardino va ser Johnny Caldwell en els episodis "Perilous Passage", "The O'Mara's Ladies", i "Daughter of the Sioux" en la sèrie western de la NBC Overland Trail, protagonitzada per William Bendix i Doug McClure. També va ser artista convidat en la sèrie de John Cassavetes dels anys 1959-1960 Johnny Staccato, la història d'un detectiu novaiorquès.
El 1964, va ser triat per protagonitzar una sèrie televisiva de la CBS titulada The Reporter, un drama de curta trajectòria sobre un periodista anomenat Danny Taylor. El seu principal coprotagonista era Gary Merrill, amb el paper de Lou Sheldon. Guardino va tenir, a més, un paper continuat com l'enemic de Perry Mason, Hamilton Burger, al programa del 1973 The New Adventures of Perry Mason, i un paper recurrent en el xou d'Angela Lansbury Murder, She Wrote.
Com a artista convidat, va actuar en dotzenes de sèries televisives, i en destaquen entre aquestes Studio One, Target: The Corruptors!, El Virginiano, Eleventh Hour, Alfred Hitchcock Presents, Kraft Television Theatre, Playhouse 90, Dr. Kildare, The Lloyd Bridges Show, Route 66, Ben Casey, Hawaii Five-O, Love, American Style, The Greatest Show on Earth, Kojak, The Streets of San Francisco, Jake and the Fatman, i Cheers. Un altre dels seus papers va ser el del detectiu Lee Gordon en el telefilme del 1969 The Lonely Profession.
Harry Guardino va morir el 1995 a causa d'un càncer de pulmó a Palm Springs, Califòrnia. Tenia 69 anys. Les seves restes van ser incinerades, i les cendres lliurades als seus afins.

## Filmografia
Filmografia:
- 1959: Pork Chop Hill de Lewis Milestone: soldat Forstman
- 1959: The Five Pennies de Melville Shavelson: Tony Valani
- 1967: L'Honorable Griffin: Sam Trimble
- 1971: Dirty Harry de Don Siegel: tinent Al Bressler
- 1974: Kojak (sèrie TV) - temporada 1, episodi 18 (Dead on his Feet): Ben Fiore
- 1975: Whiffs de Ted Post: Chops Mulligan
- 1976: The Enforcer de James Fargo: tinent Al Bressler
- 1977: Rollercoaster de James Goldstone: Keefer
- 1979: Pleasure Cove de Bruce Bilson (telefilm): Bert Harrison
- 1979: La noia d'or (Goldengirl) de Joseph Sargent: Valenti
- 1980: Any Which Way You Can de Buddy Van Horn: James Beekman
- 1991: Under Surveillance de Rafal Zielinski.

## Premis i nominacions

### Nominacions
- 1959: Globus d'Or al millor actor secundari per Houseboat
- 1963: Globus d'Or al millor actor secundari per The Pigeon That Took Rome